# 마송중앙초등학교
마송중앙초등학교는 대한민국 경기도 김포시에 있는 공립 초등학교이다.

## 학교 연혁
- 2010년 3월 1일 마송중앙초등학교로 개교
- 2010년 3월 1일 초등 8학급(특수1포함), 유치원 2학급 편성
- 2010년 3월 1일 제1대 윤석룡 교장 취임
- 2010년 3월 1일 경기도 다문화 거점학교 운영 지정
- 2011년 2월 11일 제1회 유치원 졸업식 및 수료식 (10명 졸업)
- 2011년 2월 16일 제1회 졸업 (6학년 18명 졸업)
- 2011년 3월 1일 초등 11학급(특수1포함), 유치원 2학급 편성
- 2012년 2월 10일 제2회 유치원 졸업식 및 수료식 (41명 졸업)
- 2012년 2월 15일 제2회 졸업 (6학년 19명 졸업)
- 2012년 3월 1일 유네스코학교 운영 지정
- 2012년 3월 1일 초등 13학급(특수1포함), 유치원 3학급(특수1포함) 편성
- 2013년 2월 13일 제3회 유치원 졸업식 및 수료식 (21명 졸업)
- 2013년 2월 14일 제3회 졸업 (6학년 35명 졸업)
- 2013년 3월 1일 초등 15학급(특수2포함), 유치원 4학급(특수1포함) 편성
- 2014년 2월 7일 제4회 유치원 졸업식 및 수료식 (졸업 27명, 수료7명)
- 2014년 2월 14일 제4회 졸업 (6학년 50명 졸업)
- 2014년 3월 1일 초등16학급(특수2포함), 유치원 4학급(특수1포함) 편성
- 2014년 3월 1일 제4회 입학 (초등 84명, 유치원 8명)
- 2014년 3월 3일 경기도 다문화교육 중점학교(명칭변경) 운영

## 참고 자료
- 마송중앙초등학교 - 한국교육학술정보원 학교알리미